# Piotr Moisiejew
Piotr Aleksandrowicz Moisiejew (ros. Пётр Александрович Моисеев; ur. 7 marca 1986 w Podolsku) – rosyjski bobsleista, olimpijczyk.

## Kariera
Pierwszy sukces w karierze Piotr Moisiejew osiągnął 14 grudnia 2008 roku w Innsbrucku, kiedy wspólnie z Dmitrijem Abramowiczem, Filippem Jegorowem i Andriejem Jurkowem zajął trzecie miejsce w zawodach Pucharu Świata w czwórkach. W tej samej konkurencji był też między innymi piąty podczas mistrzostw świata w Lake Placid w 2009 roku. W 2010 roku wystartował w czwórkach na igrzyskach olimpijskich w Vancouver, jednak jego osada nie ukończyła rywalizacji. Brał także udział w igrzyskach olimpijskich w Soczi w 2014 roku, gdzie reprezentacja Rosji III z Moisiejewem w składzie zajęła piętnaste miejsce w czwórkach.